# Dilobella
Dilobella is een geslacht van uitgestorven kreeftachtigen uit de klasse van de Ostracoda (mosselkreeftjes).

## Soorten
- Dilobella bella Sun (Quan-Ying), 1987 †
- Dilobella chapmani Oepik, 1953 †
- Dilobella grandis Pribyl, 1979 †
- Dilobella lorrainensis Ruedemann, 1926 †
- Dilobella marginata Teichert, 1937 †
- Dilobella simplex (Krause, 1892) Bassler & Kellett, 1934 †
- Dilobella simplifica Schmidt, 1941 †
- Dilobella texana Coryell & Booth, 1933 †
- Dilobella wisconsinensis Kay, 1942 †
- Dilobella yichangensis Sun (Quan-Ying), 1987 †